# Jamie Spencer-Churchill, al 12-lea Duce de Marlborough

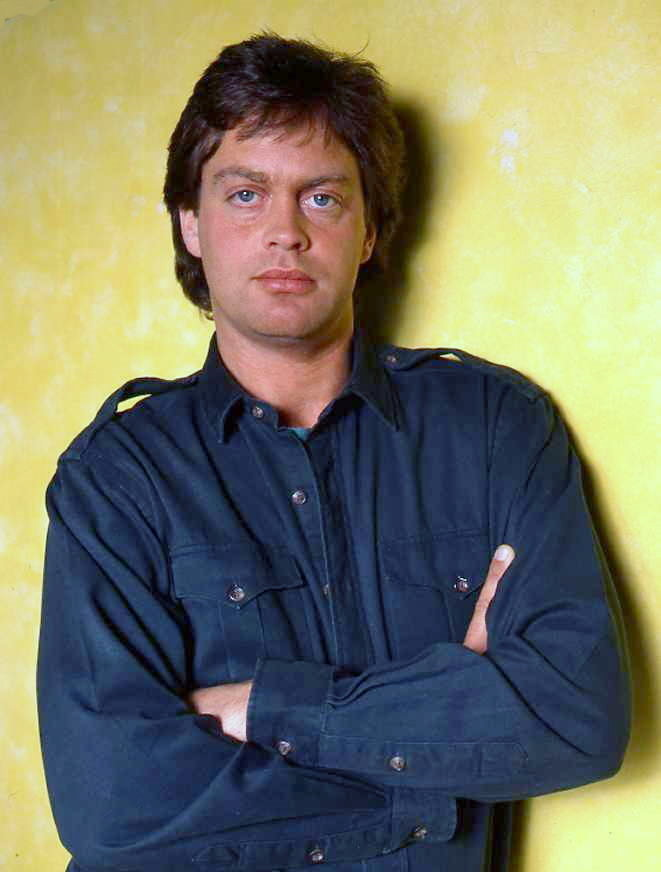
Jamie Spencer-Churchill în 1989

Charles James Spencer-Churchill, al 11-lea Duce de Marlborough (n. 24 noiembrie 1955) este un nobil englez, actualul Duce de Marlborough.

## Biografie
Blandford este fiul cel mare al lui John Spencer-Churchill, al 11-lea Duce de Marlborough și a primei lui soții, Susan Mary Hornby. De asemenea, este rudă îndepărtată cu Diana, Prințesă de Wales, ambii aparținând familiei Spencer, și, prin a doua căsătorie a tatălui său este frate vitreg cu Christina Onassis.
În 1994 tatăl său l-a renegat și i-a dezaprobat stilul de viață. Deși el va succeda ca Duce de Marlborough în urma decesului tatălui său, dreptul de proprietate asupra averii (inclusiv Palatul Blenheim) va trece la fiul lui Blandford, George Spencer-Churchill, Conte de Sunderland.
Lordul Blandford a petrecut o lună în închisoare în 1995. În septembrie 2007 a fost închis timp de șase luni pentru două capete de acuzare de conducere periculoasă și unul responsabil de daune penale ca urmare a unei "furii rutiere" cu un alt șofer. În același timp, el a primit, de asemenea, o interdicție de conducere de trei ani și jumătate.
Blandford apărut în documentarul BBC Famous, Rich and Homeless, televizat la 24 iunie 2009, în care oameni celebri au fost filmați petrecându-și trei nopți în aer liber, cu nimic în afară de un sac de dormit. Cu toate acestea, Blandford a refuzat să "doarmă dur". În prima noapte el a pretins să doarmă în parcarea unui hotel de 5 stele (în ciuda faptului că sacul său de dormit a fost descoperit nedeschis); în a doua noapte, el a cerut să fie adăpostit într-un hotel. A refuzat să participe în continuare, în ciuda faptului că a dat asigurări că ar fi dormit dur în a treia noapte, și participarea lui s-a încheiat în acea noapte. Comentândacest lucru, un coleg participant, Hardeep Singh Kohli a spus: "Este lipsit de respect pentru toți oamenii de acolo." "

### Căsătorii
Prima soție a Lordului Blandford a fost Rebecca Mary Few Brown. Ei au fost căsătoriți din 1990 până în 1998, când mariajul s-a terminat printr-un divorț. Cu Rebecca, Blandford are un fiu care este moștenitorul aparent al ducatului de Marlborough:
- George John Godolphin Spencer-Churchill, marchiz de Blandford, conte de Sunderland (n. 28 iulie 1992).

A doua soție este Edla Griffiths, cu care s-a căsătorit la Woodstock Register Office la 1 martie 2002. Cuplul are doi copii:
- Lady Araminta Clementine Megan Spencer-Churchill (n. 8 aprilie 2007).
- Lord Caspar Sasha Ivor Spencer-Churchill (n. 18 octombrie 2008).